# Minamiuonuma
Minamiuonuma (南魚沼市 -shi) é uma cidade japonesa localizada na província de Niigata.
Em 31 de Outubro de 2004 a cidade tinha uma população estimada em 43 012 habitantes e uma densidade populacional de 108,97 h/km². Tem uma área total de 394,70 km².
Recebeu o estatuto de cidade a 1 de Novembro de 2004.